# Épervière velue
Hieracium villosum
Espèce
Statut de conservation UICN

 LC  : Préoccupation mineure
L’Épervière velue (Hieracium villosum) est une espèce de plante à fleurs de la famille des Astéracées et du genre Hieracium.
C'est une plante vivace.